# Palau Hempstead
El Palau Hempstead, també conegut com a  Castell Gould, és una gran finca situada a Sands Point, Nova York, Estats Units. El castell mesura 225 peus de llarg, 135 peus d'ample, i presenta tres plantes amb un total de 40 habitacions. El Palau Hempstead al seu millor moment va ser considerat una de les millors urbanitzacions de la Costa d'Or (North Shore (Long Island)).
Howard Gould, fill del magnat del ferrocarril Jay Gould, va començar la construcció després de l'adquisició del terreny l'any 1900. Inicialment, el pla era construir un castell que anava a ser una rèplica del Castell de Kilkenny. Després de la finalització d'aquest palau l'any 1912, els Gould (família) van vendre la finca a Daniel Guggenheim. Després de la compra de la finca, el nom de la casa principal va ser canviat a Hempstead House (els estables de pedra calcària i els habitatges dels servents encara es coneixen amb el nom de Gould Castle). L'any 1917, els Guggenheim van donar la finca a l'Institut de Ciències Aeronàutiques. Poc després de l'adquisició de la finca, l'institut va ser venut a la Marina dels Estats Units. El govern dels Estats Units va declarar la propietat com a excedent i, finalment, va donar l'escriptura de la propietat al Comtat de Nassau, Nova York a l'any 1971.

## Pel·lícules
Una sèrie de famoses pel·lícules s'han filmat en el Palau Hempstead. Algunes d'aquestes cintes són: Scent of a Woman, Malcolm X i Grans esperances.